# Các thông điệp thiện chí của Apollo 11

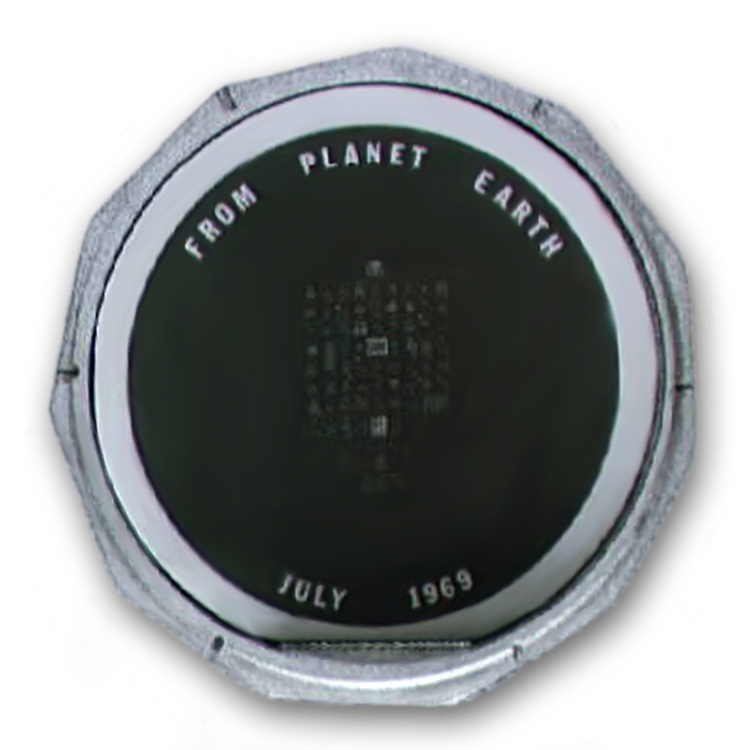
Chiếc đĩa silicon chứa những thông điệp thiện chí được các phi hành gia Apollo 11 để lại trên Mặt Trăng

Các thông điệp thiện chí của Apollo 11 là các tuyên bố từ lãnh đạo của 73 quốc gia trên thế giới nằm trên một chiếc đĩa silicon có kích cỡ bằng đồng 50 xu của Mỹ. Chiếc đĩa này đã được để lại trên bề mặt Mặt Trăng bởi các phi hành gia Apollo 11 vào tháng 7 năm 1969.

## Mô tả
Ngoài các thông điệp thiện chí, chiếc đĩa còn mang tên của các nhà lãnh đạo Quốc hội Mỹ, bốn ủy ban của Hạ viện và Thượng viện chịu trách nhiệm về pháp chế liên quan đến Cơ quan Hàng không và Vũ trụ Quốc gia (NASA), và tên ban quản lý cấp cao của cơ quan này, bao gồm các cựu trưởng quản lý và phó quản lý.
Trên đầu chiếc đĩa có dòng chữ khắc: "Goodwill messages from around the world brought to the Moon by the astronauts of Apollo 11". Xung quanh đường viền là tuyên bố: "From Planet Earth – July 1969".

## Xử lý
Sau khi thu thập các thông điệp, chúng được chuyển đến GCA Corp ở Burlington, Massachusetts, nơi họ sử dụng camera thu nhỏ để tạo ra một mạng che quang (photomask) âm bản chứa tất cả các thông điệp cùng dòng chữ xung quanh mép ở kích thước cuối cùng. Tiếp đến, chiếc mạng được giao cho Sprague Electric Company ở North Adams, Massachusetts để khắc lên một tấm bán dẫn silicon, rồi khắc hoa văn vào tấm đó. Người đứng đầu NASA Thomas O. Paine đã đề xuất ý tưởng này với Bộ Ngoại giao Hoa Kỳ và trao đổi thư từ với các nhà lãnh đạo thế giới để thỉnh cầu thông điệp từ họ. Các thông điệp được lưu giữ bằng cách chụp ảnh và thu lại thành bản khắc silicon siêu nhỏ tỷ lệ 1/200.
Ban đầu, chiếc đĩa được đựng trong một gói hàng trong túi áo khoác của Buzz Aldrin cùng với một số vật kỷ niệm khác. Neil Armstrong đã nhắc nhở về gói hàng này khi ông đang leo lên thang của Mô-đun Mặt Trăng Eagle để hoàn thành chuyến EVA, sau đó ông liền bỏ nó xuống bề mặt. Lát sau, Houston hỏi về chiếc đĩa và được các phi hành gia xác nhận đã đặt nó lại.

## Các quốc gia gửi thông điệp
| Quốc gia                                | Ký bởi                                                                                   |
| --------------------------------------- | ---------------------------------------------------------------------------------------- |
| Afghanistan                             | Mohammad Zahir Shah Quốc vương Afghanistan                                               |
| Argentina                               | Juan Carlos Onganía Tổng thống Argentina                                                 |
| Úc                                      | John Gorton Thủ tướng Úc                                                                 |
| Bỉ                                      | Baudouin I Vua của người Bỉ                                                              |
| Brasil                                  | Artur da Costa e Silva Tổng thống Brasil                                                 |
| Canada                                  | Pierre Trudeau Thủ tướng Canada                                                          |
| Chad                                    | François Tombalbaye Tổng thống Chad                                                      |
| Chile                                   | Eduardo Frei Montalva Tổng thống Chile                                                   |
| Trung Quốc                              | Tưởng Giới Thạch Tổng thống Trung Quốc                                                   |
| Colombia                                | Carlos Lleras Restrepo Tổng thống Colombia                                               |
| Congo-Kinshasa                          | Joseph-Desiré Mobutu Tổng thống Cộng hòa Dân chủ Congo                                   |
| Costa Rica                              | José Joaquín Trejos Fernández Tổng thống Costa Rica                                      |
| Síp                                     | Makarios III Tổng thống Síp                                                              |
| Dahomey                                 | Émile Derlin Zinsou Tổng thống Dahomey                                                   |
| Đan Mạch                                | Frederik IX Quốc vương Đan Mạch                                                          |
| Cộng hòa Dominican                      | Joaquin Balaguer Tổng thống Cộng hòa Dominica                                            |
| Ecuador                                 | José María Velasco Ibarra Tổng thống Ecuador                                             |
| Estonia                                 | Ernst JaaksonTổng lãnh sự Estonia tại Hoa Kỳ                                             |
| Ethiopia                                | Haile Selassie I Hoàng đế Ethiopia                                                       |
| Ghana                                   | Akwasi AfrifaNguyên thủ quốc gia Ghana                                                   |
| Hy Lạp                                  | Georgios Zoitakis Nhiếp chính của Hy Lạp                                                 |
| Guyana                                  | Forbes Burnham Thủ tướng Guyana                                                          |
| Iceland                                 | Kristjan EldjarnTổng thống Iceland                                                       |
| Ấn Độ                                   | Indira Gandhi Thủ tướng Ấn Độ                                                            |
| Iran                                    | Mohammad Reza Pahlavi Shah của Iran                                                      |
| Ireland                                 | Éamon de ValeraTổng thống Ireland                                                        |
| Israel                                  | Zalman ShazarTổng thống Israel                                                           |
| Ý                                       | Giuseppe SaragatTổng thống Ý                                                             |
| Bờ Biển Ngà                             | Félix Houphouët-BoignyTổng thống Bờ Biển Ngà                                             |
| Jamaica                                 | Hugh Shearer Thủ tướng Jamaica                                                           |
| Nhật Bản                                | Satō Eisaku Thủ tướng Nhật Bản                                                           |
| Kenya                                   | Jomo KenyattaTổng thống Kenya                                                            |
| Lào                                     | Sisavang VatthanaQuốc vương Lào                                                          |
| Latvia                                  | Anatols DinbergsĐại sứ Latvia tại Hoa Kỳ                                                 |
| Liban                                   | Charles HelouTổng thống Liban                                                            |
| Lesotho                                 | Leabua Jonathan Thủ tướng Lesotho                                                        |
| Liberia                                 | William TubmanTổng thống Liberia                                                         |
| Madagascar                              | Philibert TsirananaTổng thống Madagascar                                                 |
| Malaysia                                | Không rõ; thông điệp không được ký tên                                                   |
| Maldives                                | Không rõ; thông điệp không được ký tên                                                   |
| Mali                                    | Moussa TraoréTổng thống Mali                                                             |
| Malta                                   | Giorgio Borg Olivier Thủ tướng Malta                                                     |
| Mauritius                               | Seewoosagur Ramgoolam Thủ tướng Mauritius                                                |
| México                                  | Gustavo Díaz OrdazTổng thống México                                                      |
| Maroc                                   | Hassan IIQuốc vương Maroc                                                                |
| Hà Lan                                  | JulianaNữ vương Hà Lan                                                                   |
| New Zealand                             | Keith Holyoake Thủ tướng New Zealand                                                     |
| Nicaragua                               | Anastasio Somoza DebayleTổng thống Nicaragua                                             |
| Na Uy                                   | Olav V Quốc vương Na Uy                                                                  |
| Pakistan                                | Yahya KhanTổng thống Pakistan                                                            |
| Panama                                  | Bolívar Urrutia ParrillaTổng thống Panama                                                |
| Perú                                    | Juan Velasco AlvaradoTổng thống Perú                                                     |
| Philippines                             | Ferdinand MarcosTổng thống Philippines                                                   |
| Cộng hòa Nhân dân Ba Lan                | Jerzy MichałowskiĐại sứ Ba Lan tại Hoa Kỳ                                                |
| Bồ Đào Nha                              | Américo TomásTổng thống Bồ Đào Nha                                                       |
| România                                 | Nicolae CeaușescuChủ tịch Hội đồng Nhà nước România và Tổng Bí thư Đảng Cộng sản România |
| Sénégal                                 | Léopold Sédar SenghorTổng thống Sénégal                                                  |
| Sierra Leone                            | Siaka Stevens Thủ tướng Sierra Leone                                                     |
| Nam Phi                                 | Jacobus Johannes FouchéTổng thống Nhà nước Nam Phi                                       |
| Hàn Quốc                                | Park Chung-heeTổng thống Hàn Quốc                                                        |
| Việt Nam Cộng hòa                       | Nguyễn Văn ThiệuTổng thống Việt Nam Cộng hòa                                             |
| Swaziland                               | Sobhuza IIQuốc vương Swaziland                                                           |
| Thái Lan                                | Không rõ; thông điệp không được ký tên.                                                  |
| Togo                                    | Gnassingbé EyadémaTổng thống Togo                                                        |
| Trinidad và Tobago                      | Eric Williams Thủ tướng Trinidad và Tobago                                               |
| Tunisia                                 | Habib BourguibaTổng thống Tunisia                                                        |
| Thổ Nhĩ Kỳ                              | Cevdet SunayTổng thống Thổ Nhĩ Kỳ                                                        |
| Vương quốc Liên hiệp Anh và Bắc Ireland | Elizabeth II Nữ vương của Vương quốc Liên hiệp Anh và Bắc Ireland                        |
| Thượng Volta                            | Sangoulé LamizanaTổng thống Thượng Volta                                                 |
| Uruguay                                 | Jorge Pacheco ArecoTổng thống Uruguay                                                    |
| Thành Vatican                           | Giáo hoàng Phaolô VINgười đứng đầu Nhà nước Thành Vatican                                |
| Nam Tư                                  | Josip Broz TitoTổng thống Nam Tư                                                         |
| Zambia                                  | Kenneth KaundaTổng thống Zambia                                                          |